# Langschlägerwald
Langschlägerwald ist eine Ortschaft und als Langschlägerwaldhäuser eine Katastralgemeinde der Marktgemeinde Langschlag im Bezirk Zwettl in Niederösterreich.
Sie befindet sich südlich von Langschlag und Kainrathschlag an der Grenze zu Oberösterreich, dabei stellt der Große Kamp den Grenzverlauf dar.
Zum Katastralgemeindegebiet zählen auch noch die Streusiedlungen Abspann, Abspannhäuser, Bucheck, Kampreit und Kuchlreith, die Rotte Lamberg, das Gasthaus Kampbrücke sowie die Einzellagen Kampmühle, Kuchl und Neumühle.

## Geschichte
Die Gegend wurde erst im 16. Jahrhundert besiedelt, im 1751 wird der Ort zum ersten Mal schriftlich erwähnt.
Im Eintrag der Josephinischen Fassion aus Jahre 1786/87 gab es im heutigen Ort 25 Häuser.
Im Jahr 1822 wurde der Ort als Dorf mit insgesamt 47 Häusern genannt, das nach Langschlag eingepfarrt war, wohin auch die Kinder eingeschult wurden. Die Herrschaft Großpertholz besaß die Ortsobrigkeit, die Herrschaft Weitra übte die Landgerichtsbarkeit aus, die Herrschaft Großpertholz besorgte die Konskription und hatte die Grundherrschaft inne.
Die Volksschule im Ort wurde 1872 errichtet und 1969 aufgelassen.
Nach der Entstehung der Ortsgemeinden 1849 wurde der Ort eine eigenständige Gemeinde, zu dieser zählte auch noch die Katastralgemeinde Lamberg.
Laut Adressbuch von Österreich waren im Jahr 1938 in der Ortsgemeinde Langschlägerwald ein Gastwirt, ein Holzgeräteerzeuger, ein Müller, ein Schweinehändler, zwei Trafikanten, ein Viehhändler und einige Landwirte ansässig.
1955 wurde der Ort elektrifiziert, 1953 wurde die Ortskapelle errichtet.
Im Zuge der Niederösterreichischen Kommunalstrukturverbesserung wurde der Ort durch die Auflösung der Gemeinde Langschlägerwald am 1. Januar 1967 ein Teil der Gemeinde Langschlag.

## Siedlungsentwicklung
Zum Jahreswechsel 1979/1980 befanden sich in der Katastralgemeinde Langschlägerwaldhäuser insgesamt 67 Bauflächen mit 16.588 m² und 3 Gärten auf 138 m², 1989/1990 gab es 65 Bauflächen. 1999/2000 war die Zahl der Bauflächen auf 129 angewachsen und 2009/2010 bestanden 94 Gebäude auf 126 Bauflächen.

## Bodennutzung
Die Katastralgemeinde ist forstwirtschaftlich geprägt. 329 Hektar wurden zum Jahreswechsel 1979/1980 landwirtschaftlich genutzt und 458 Hektar waren forstwirtschaftlich geführte Waldflächen. 1999/2000 wurde auf 222 Hektar Landwirtschaft betrieben und 561 Hektar waren als forstwirtschaftlich genutzte Flächen ausgewiesen. Ende 2018 waren 203 Hektar als landwirtschaftliche Flächen genutzt und Forstwirtschaft wurde auf 565 Hektar betrieben. Die durchschnittliche Bodenklimazahl von Langschlägerwaldhäuser beträgt 14,9 (Stand 2010).